# Siri Spont
Siri Spont, właśc. Titti Persson (ur. w 1974) – szwedzka pisarka.

## Życiorys
Wychowała się we Svärdsjö. Zadebiutowała w 2000 roku książką Sju sköna snubbar. Autorka książek dla dzieci, młodzieży i dorosłych. Pracuje również jako redaktorka dla wydawnictwa Bonnier Carlsen.
Polsce ukazały się dwie z jej książek – Wydawnictwo Zakamarki w 2019 roku opublikowało książkę Grudniowy gość (En förtrollad jul) z ilustracjami Alexandra Janssona, zaś w 2021 roku wydawnictwo Widnokrąg opublikowało Poradnik Emrego. O sztuce zdobywania przyjaciół (i wrogów), autorstwa Spont i Jonny Björnstjerny.
Mieszka w Skärholmen.